# 長州藩の家臣団
長州藩の家臣団（ちょうしゅうはんのかしんだん）では、長州藩主家毛利氏に仕えたその一門及び家臣団について記述する。

## 支藩
- 長府藩　83,011石
- 徳山藩　40,010石
- 清末藩　10,000石
- 岩国藩　60,001石

## 一門八家
一門六家と永代家老家にあたる。
- 宍戸家（周防三丘領 1万1329石・一門家老筆頭）維新後男爵
毛利元就嫡女の嫁ぎ先、宍戸隆家の子孫
宍戸隆家 - 宍戸元続‐広匡‐就尚=就附=就延=広隆=広周‐就年‐親朝=元礼‐親基
- 右田毛利家（周防右田領 1万6023石・藩主一門）維新後男爵
毛利元就の七男天野元政の子孫
天野元政（元就の七男）‐元倶‐元法‐就信=広政‐広信=広定‐就任‐房良=房顕=元亮=親信
- 厚狭毛利家（長門末益領 8371石・藩主一門）
毛利元就の五男毛利元秋・八男末次元康の子孫
毛利元秋 - 末次元康 - 毛利元宣（元就の八男・末次元康の子）‐元勝=就久‐元連=就盈=就宣‐房晁‐元美
- 吉敷毛利家 （周防吉敷領 1万855石・藩主一門）維新後男爵
毛利元就の三男小早川隆景・九男小早川秀包の子孫
小早川隆景 - 小早川秀包 - 毛利元鎮（元就の九男・秀包の子） ‐元包=就直‐広包‐元直‐就将=就兼=房直=包詮=房裕=房謙‐元一=親直=重輔（親直の義弟）
- 阿川毛利家（長門阿川滝部領 7391石・藩主一門）
吉川元春の次男毛利元氏の子孫
毛利元氏（元就の二男・吉川元春の二男）‐元景‐就方‐就泰‐就芝‐広規‐広漢‐就禎=信任=昌祉=就貞=房嘉‐熙徳‐親彦‐寛
- 大野毛利家(周防大野領 8618石・藩主一門)   :吉川広家の三男毛利就頼の子孫
毛利就頼(吉川元春の三男・広家の二男)‐就詮=毛利元直（藩主綱広の三男毛利元重の子）=元雅（山内広直の次男）‐広圓‐就言‐親頼‐熈頼‐親詮‐徳正
- 益田家（長門須佐領 1万2063石・準一門、永代家老）維新後男爵
吉川元春の姻戚益田藤兼の子孫
益田藤兼 - 益田元祥 - 益田広兼‐元堯‐就宣‐兼長=久之丞=就恒=就賢‐元道=広堯‐就祥‐就恭=房清=元宣‐親施（益田右衛門介）=親祥=精祥
- 福原家（長門宇部領 1万1314石余・準一門、永代家老）維新後男爵   
毛利元就生母の実家、四人衆の一人福原貞俊の子孫
福原貞俊 - 福原広俊‐元俊‐広俊‐広頼=広泰=元貞‐広門‐就清=房純‐熙賢‐親俊=元僴（福原越後）=良通

## 一族
- 岩国吉川家（周防岩国領6万石・藩主一門）幕末に諸侯、維新後子爵
毛利元就の二男吉川元春の子孫
吉川元春 - 元長（元春の長男）- 広家（元春の三男）- 広正‐広嘉‐広紀‐広逵‐経永 = 経倫（周防徳山藩主・毛利広豊の子）- 経忠‐経賢 = 経礼（経忠の二男）= 経章（経忠の三男）- 経幹‐経健

## 寄組
重臣の家柄で大組頭や手廻頭などに任命され、加判、当職（国相）当役（行相）などの家老職に抜擢されることもあった。時代により異なるが約60家があった。大身の者が多く、一門六家、永代家老とともに自身の家臣団（陪臣）を抱えていた。
- 堅田氏 - 堅田元慶の子孫、給領地(知行地)は周防国都濃郡湯野戸田（湯野温泉周辺）6､126石
堅田元慶‐就政=就門‐広慶=元武=広範‐就正=房忠=元琦=謹恪=親正
- 国司氏 - 明治維新後男爵。国司元相の子孫､給領地は舟木万倉5､600石
国司元武（国司元相の嫡男）=元蔵‐就正‐就長‐広直‐広昌‐広孝=正久=就直=就相=就孝=元善=迪徳=親相（国司信濃）=純行
- 粟屋氏 - 毛利家譜代､給領地は熊毛郡大河内呼坂小周防4､915石
粟屋元貞（粟屋元種の養嗣子）‐元重‐就貞‐就尚‐元忠‐就応‐就道‐房種‐親睦=親忠
- 山内氏（重臣）山内隆通の子孫､給領地は厚狭郡吉田埴生4､905石
山内広通‐元資‐就通‐広直‐広通=広義‐就資=房通‐元資‐通遠‐通恂
- 益田氏 - 益田元祥二男景祥の子孫､給領地は周防国吉敷郡問田深野4､096石
益田景祥‐就固=就高=元方=就白‐親愛‐元固‐孫槌
- 佐世氏 – 元尼子氏重臣､佐々木氏庶流､給領地は上関田布施麻郷3､997石
- 清水氏（長州藩内熊毛立野3､710石・重臣） - 維新後男爵   
清水景治（清水宗治の二男）‐元貞‐就信‐就治‐宗貞‐元周‐就周‐親周‐元周‐親春‐親知‐親春（再襲）
- 梨羽氏 – 梨羽宣平の子孫､小早川氏庶流､給領地は周防国吉敷郡小鯖3,218石
- 児玉氏 – 児玉就忠の子孫､給領地は吉敷郡小郡台道内3,084石
- 志道氏 - 志道元保の子孫、毛利家庶流､給領地は長門国吉田於福3,000石
- 柳沢氏 - 柳沢元政(元足利義昭家臣)の子孫､給領地は上関田布施麻郷2,803石
- 浦氏 - 乃美宗勝の子孫、小早川氏庶流､給領地は上関伊保庄戸津2,721石
- 桂氏 - 桂元澄の子孫、毛利氏庶流､給領地は舟木如意寺下小野2,584石
- 児玉氏 - 児玉貞行の子孫、給領地は奥阿武惣郷2,243石
- 榎本氏 - 上杉重房子孫、元大内家家臣、給領地は吉田津布田2,234石
- 国司氏 – 国司氏別家、国司広通の子孫、給領地は周防国山口仁保2,115石
- 井原氏 - 井原元以子孫、安芸国人、給領地は熊毛三輪2,102石
- 宍道氏 - 京極氏（尼子氏）庶流、給領地は周防国山口朝倉1,976石
- 根来氏 – 根来寺岩室坊院主の根来勢祐の子孫､給領地は奥阿武宇生賀1､591石
- 内藤氏 - 元大内家重臣、長門国守護代、毛利隆元正室実家、給領地は奥阿武地福1,477石
- 内藤氏 – 内藤元栄の子孫 、給領地は小郡柏崎1,332石
- 桂氏 – 桂広澄二男元忠の子孫、給領地は都濃長穂1,229石
- 赤川氏 – 赤川元保の子孫､小早川氏庶流、給領地は小郡陶鋳銭司名田島1,228石
- 乃美氏 – 乃美宗勝の子孫､小早川氏庶流、給領地は先大津久富1,155石
- 渡辺氏 - 渡辺勝の子孫、給領地は小郡油良1,154石
- 宍戸氏 – 宍戸元続二男就俊の子孫、給領地は舟木有帆1,096石
- 繁沢氏 - 吉川元春二男繁沢元氏の二男元貞の子孫､給領地は奥阿武小川内友信1,094石
- 益田氏 – 益田元祥四男就之の子孫､給領地は奥阿武木与1,086石
- 益田氏 – 益田元祥五男就景の子孫､給領地は小郡陶1,067石
- 福原氏 – 福原広俊二男元房の子孫、給領地は美祢嘉万岩永1,065石
- 宍戸氏 – 一門八家宍戸氏分家、給領地は熊毛安田清尾小周防八代1,063石
- 高洲氏 - 備後国人杉原氏庶流*佐々木氏、給領地は小郡鋳銭司1,019石
- 口羽氏 – 口羽通良の子孫､毛利氏庶流､給領地は舟木上小野1,018石
- 椙杜氏 – 椙杜隆康の子孫、給領地は前大津深川内江良石1,013石
- 山内氏 – 山内広通三男就時の子孫、給領地は厚狭郡吉田1,004石
- 佐々木氏 – 尼子義久の孫就易が佐々木氏に改姓、 給領地は1,003石
- 熊谷氏 – 熊谷元直の子孫､吉川元春正室実家､給領地は吉田鴨庄1､000石
- 和智氏 - 備後国人、給領地は小郡江崎岐波845石
- 山田氏、給領地は山口小鯖829石
- 井原氏 – 井原元尚弟元歳の子孫、給領地は山口小鯖786石
- 口羽氏 – 口羽通良の子孫､毛利氏庶流､給領地は吉田伊佐山中720石
- 粟屋氏 – 粟屋元好三男元重の子孫、給領地は美祢青景691石
- 児玉氏 – 児玉就忠の兄就兼の子孫、給領地は美祢綾木683石
- 宍戸氏 – 一門八家宍戸氏分家、給領地は先大津井上日置680石
- 土屋氏 – 甲斐武田氏の一族、給領地は当島紫福663石
- 志道氏 – 毛利氏庶流志道氏分家、給領地は吉田大嶺内白岩660石
- 宍戸氏 – 一門八家宍戸氏分家、給領地は山口矢田627石
- 日野氏、給領地は吉田於福621石
- 乃美氏 – 乃美氏分家、給領地は山口中尾590石
- 粟屋氏 – 粟屋氏分家、給領地は美祢秋吉546石
- 篠川氏 – 篠川就芳の子孫、給領地は山口小鯖矢田御堀518石
- 李家氏 - 李家元宥の子孫、朝鮮王家流裔、禄高は浮米500石
- 口羽氏 – 口羽氏分家、禄高は浮米500石
- 阿曽沼氏 - 安芸国人、給領地は小郡名田島475石
- 椋梨氏 - 椋梨弘平の子孫、小早川家庶流、禄高は浮米448石
- 渡辺氏 – 渡辺長の四男四兵衛の子孫、給領地は浮米　徳地八坂383石
- 村上氏 – 村上元武二男就義の子孫、給領地は前大津三隅内生島久原327石
- 毛利氏 - 天野元政四男元雅の子孫､禄高は浮米300石
- 草苅氏 – 草苅重継の子孫、給領地は前大津三隅内椴木269石
- 飯田氏 - 毛利家譜代、禄高は浮米250石
- 村上氏 - 船手組頭三田尻村上家､村上武吉の子孫、給領地は大島屋代伊保田油宇、上関岩見島牛島2,393石
- 村上氏 – 船手組頭三田尻村上家､村上武吉二男景親の子孫、給領地は大島屋代和田小泊等、上関岩見島牛島1,655石

## 大組
藩主毛利氏の直属の家臣で藩内門閥士族。馬上を許された広義の上級家臣で中士上等。8組あり、2組が交代で江戸藩邸を、その他の6組は萩城の警護を担当。別名は馬廻組、八組。
また享保3年（1718年）に明倫館創建時に儒者や軍法、新陰流剣術、筆道、槍術、礼法師範で遠近附や寺社組から昇格した家が13家ある。
- 周布氏（1,530石）大組筆頭の家格で、給領地は長門国大津郡渋木
  - 周布政之助は分家（219石）の出身
- 秋里氏（1,005石）因幡国高草郡秋里の国人出身
- 二宮氏（美祢郡嘉万村891石）
  - 二宮就辰（毛利元就の末子）の子孫
- 祖式氏（770石）石見国邑智郡祖式の国人出身
- 大和氏（670石）
  - 大和弥八郎
- 毛利氏（657石）
  - 毛利登人
- 財満氏（550石）
  - 財満新三郎
- 高杉氏（200石）
  - 高杉春時–春光–春貞–就春–春俊=春信=春善–春明=春豊-春樹–春風
- 桂氏（150石）
  - 桂小五郎
- 井上氏（100石）
  - 井上馨
- 河北氏（100石）　
  - 河北俊弼（松下村塾塾生で後にサンフランシスコ領事）
  - 俊弼の玄孫に女優でタレントの河北麻友子。
- 村田氏
  - 村田清風
- 玉木氏（初め50石、後に40石。長府藩士乃木氏分家）
  - 玉木春政=（中略）=文之進（杉常道の子）=正誼（長府藩士乃木希次の子。不家督）
- 吉田氏（吉田松陰参照。山鹿流師範家。吉田友之允の代で遠近附より昇格）
- 佐世氏（47石5斗）
  - 佐世経一-八十郎=一清（八十郎末弟）

## 遠近附
中士下等。別名を馬廻通ともいう。享保3年(1718年)に馬術、大筒師範家であるために無給通から遠近附に昇格した家が8家ある。
- 椋梨氏（49石）
- 椋梨藤太

## 船手組
- 毛利水軍の後進。船手組頭が統括。

## 寺社組
下士上等。儒者、医師、絵師、茶道、能狂言師など芸で仕えた。
- 久坂氏（25石）
  - 久坂玄瑞

## 無給通
下士上等。無給通総頭が統率。給地を支給されない。
- 杉氏（26石）
  - 杉常徳‐杉常道‐杉修道
- 寺島氏（70石1斗）
  - 寺島忠三郎
- 林氏
  - 林友幸
- 槇村氏（23石5斗）
  - 槇村正直
- 喜多村氏
  - 喜多村政倫(来島又兵衛の実父)

## 徒士
- 徒士総頭が統括。

## 三十人通
- 御目見え以下。この家格までが士分であった。

## その他家格
- 士雇
足軽・中間の功労者が昇進の一代限りの身分で、準士の扱い。
- 足軽・中間（軽卒）
武士階級に属するが、士分ではなく武家奉公人と呼ばれ、士分との間に厳格な壁があった。また、一門六家、永代家老、寄組の家臣である陪臣も士分（家士）と卒の区分があり、藩内における身分はその家の中で士分に準じる者は藩士の次に位置し、卒に準じる者は藩卒の次であった。